# Enrico Colantoni
Enrico Colantoni (* 14. února 1963 Toronto) je kanadský herec.
Jeho rodiče pochází z Itálie. Vystudoval Yale School of Drama v New Havenu. V televizi působí od roku 1987, hlavní role ztvárnil v seriálech Hope & Gloria (1995–1996), Třeba mě sežer (1997–2003), Veronica Mars (2004–2007, 2019), Flashpoint (2008–2012) a Remedy (2014–2015). Ve významné vedlejší roli se představil v seriálu Lovci zločinců (2011–2016), hostoval v desítkách dalších seriálů. Ve filmu se poprvé objevil v roce 1995 ve snímku Vlak plný peněz, dále hrál např. v filmech Galaxy Quest (1999), A.I. Umělá inteligence (2001), Hollywood, Hollywood (2002), Nákaza (2011) či Veronica Marsová (2014).